# 卡扎爾尼亞
48°39′56″N 32°24′49″E / 48.66556°N 32.41361°E
卡扎爾尼亞（烏克蘭語：Казарня），是烏克蘭中部的村莊，隸屬基洛夫格勒州的克羅皮夫尼茨基區。該村始建於1862年，面積2.8平方公里，海拔高度177米，人口497，人口密度每平方公里177.5人。